# Лябушев, Фёдор Петрович
Фёдор Петрович Лябушев — советский колхозник и российский фермер. Депутат Совета Национальностей Верховного Совета СССР 11 созыва (1984—1989) от Мордовской АССР.

## Биография
Родился в 1931 году. В тринадцать лет во время войны работал пастухом. Воспитывался в многодетной (шесть детей) раскулаченной семье. По окончании неполной средней школы поехал в Пензу, в ремесленное училище. Приобрёл профессию токаря. Работал на заводе, учился в вечерней школе. После службы в армии вернулся домой, в село Мордовский Пимбур.
В 1956 году поступил учиться в московский Всероссийский институт сельскохозяйственной биотехнологии на заочное отделение, по окончании которого (в 1962 году) работал агрономом в одном из совхозов Пензенской области. В 1964 году ему предложили место главного агронома в своем колхозе «Красное знамя». С известных на всю округу мордпимбурских чернозёмов получали тогда на круг 5-6 центнеров зерна с гектара, но уже в 1965 году в хозяйстве получили по 16,5 центнера зерна с каждого гектара. В колхозе начали заниматься насаждением полезащитных лесных полос. Год от года росли и урожаи, в среднем они достигали 27 центнеров с гектара. На отдельных участках урожаи озимой пшеницы доходили до 50 центнеров, а картофеля до 280 центнеров.
В 1991 году ушёл на пенсию. Вскоре начал заниматься фермерством, взял землю: 50 гектаров из районного земельного фонда и 16 выделил колхоз на него, жену и зятя Д. В. Лепаева. Из техники вначале был один списанный дизельный трактор, затем приобрели старенький культиватор, сеялку, сортировку, зерноуборочный комбайн, машину ГАЗ-53 и другой необходимый сельскохозяйственный инвентарь. В 1996 году с крестьянско-фермерского хозяйства «Лябушев» на районный хлебоприемный пункт поступило 82 тонны зерна. Такое же количество зерна продано государству и в 1997 году.

## Награды и звания
- Орден «Знак Почёта»
- Медаль «За преобразование Нечерноземья РСФСР»
- Золотая медаль ВДНХ
- Заслуженный агроном Мордовии
- Заслуженный агроном Российской Федерации